# Publi Escapci (àrbitre)
Publi Escapci (Publius Scaptius) va ser un personatge romà, molt probablement llegendari. L'any 446 aC) hi hauria hagut una disputa sobre determinades terres entre els habitants d'Arícia i d'Ardea l'any 446 aC), que van nomenar el poble romà com arbitre. Per sorpresa general, el poble romà va dictaminar que la terra no era de cap dels dos pobles sinó dels propis romans. Publius Escapci hauria sigut el conseller i el testimoni d'aquesta decisió. Però, ja que el districte en qüestió es troba a la regió de la tribu d'Escàpcia, Niebuhr observa que és molt dubtós si una persona com Esccapci hagi existit mai.